# إيدا أداموف
إيدا أداموف (بالفرنسية: Ida Adamoff)‏ مواليد 26 يونيو 1910 في موسكو، الإمبراطورية الروسية - الوفاة 5 يونيو 1993 في باريس، كانت لاعبة كرة مضرب فرنسية. أعلى تصنيف لها في الفردي كان المركز الـ 13 في سنة 1931.

## النهائيات

### الزوجي
الوصافة (1)
| الحصيلة | السنة | البطولة           | الشريك                   | المنافس                   | النتيجة  |
| الوصافة | 1935  | البطولات الفرنسية | هيلدا كراهوينكيل سبيرلنغ | مارغريت سكريفن كاي ستامرز | 4–6, 0–6 |